# Powiat makowski (województwo krakowskie)
Powiat makowski – powiat istniejący w latach 1924–1932 w II Rzeczypospolitej na terenie obecnych województw: małopolskiego i śląskiego. W przybliżeniu odpowiadał granicom dzisiejszego powiatu suskiego. Jego ośrodkiem administracyjnym był Maków (od 1930 roku Maków Podhalański).
Powiat funkcjonował osiem lat i cztery miesiące.

## Utworzenie powiatu (1924)
Powiat utworzono 1 stycznia 1924 z części obszaru powiatów:
- powiatu żywieckiego – 
  - okręg sądowy Sucha (1 miasto i 9 gmin):
    - miasto Sucha,
    - gminy Kocoń, Krzeszów, Kuków, Kurów, Lachowice, Las, Pewelka, Stryszawa i Ślemień;
- powiatu myślenickiego – 
  - okręg sądowy Jordanów (1 miasto i 20 gmin[a]):
    - miasto Jordanów,
    - gminy Bogdanówka, Bystra, Krzeczów, Łętownia, Malejowa, Naprawa, Osielec, Rabka, Sidzina, Skawa, Skomielna Biała, Skomielna Czarna, Słonne, Spytkowice, Tokarnia, Toporzysko, Wieprzec, Więcierza, Wysoka i Zaryte;

  - okręg sądowy Maków (1 miasto i 10 gmin):
    - miasto Maków,
    - gminy Biała (obecnie Białka), Bieńkówka, Budzów, Grzechynia, Jachówka, Juszczyn, Kojszówka, Skawica, Zawoja i Żarnówka.

## Zmiany administracyjne (1924–1932)
1 października 1927 zniesiono gminy Słonne i Zaryte, włączając je do gminy Rabka.
1 kwietnia 1929 zniesiono gminę Malejowa, włączając ją (wraz z przysiółkami Przykiec i Hrobacze z gminy Łętownia oraz z przysiółkiem Munkacz z gminy Bystra) do miasta Jordanowa. 1 kwietnia 1929 zniesiono  też gminę Bogdanówka, włączając ją do gminy Skomielna Czarna.
30 listopada 1929 do powiatu makowskiego przyłączono gminy Chabówka, Ponica (obecnie Ponice) i Rdzawka z powiatu nowotarskiego (gminy zachowały przynależność do okręgu sądowego Nowy Targ).
1 kwietnia 1930 zniesiono gminę Więcierza, włączając ją do gminy Tokarnia. 1 kwietnia 1930 zniesiono także gminy Kojszówka i Wieprzec, włączając je do gminy Osielec. 
23 lipca 1930 gminę Rdzawka włączono z powrotem do powiatu nowotarskiego.
16 października 1930 nazwę miasta Maków zmieniono na Maków Podhalański.

## Zniesienie powiatu (1932)
1 kwietnia 1932 powiat makowski zniesiono:
- jednostki należące do okręgu sądowego Sucha powróciły do powiatu żywieckiego:
  - miasto Sucha oraz gminy Kocoń, Krzeszów, Kuków, Kurów, Lachowice, Las, Pewelka, Stryszawa i Ślemień;
- jednostki należące do okręgu sądowego Jordanów (oprócz gminy Rabka) powróciły do powiatu myślenickiego:
  - miasto Jordanów (z Malejową) oraz gminy Bystra, Krzeczów, Łętownia, Naprawa, Osielec (z Wieprzcem i Kojszówką[b]), Sidzina, Skawa, Skomielna Biała, Skomielna Czarna (z Bogdanówką), Spytkowice, Tokarnia (z Więcierzą), Toporzysko i Wysoka;
- jednostki należące do okręgu sądowego Nowy Targ powróciły do powiatu nowotarskiego wraz z gminą Rabka (z okręgu sądowego Jordanów), należącą przed 1924 do powiatu myślenickiego:
  - gminy Chabówka, Ponica i Rabka (ze Słonnem i Zarytem);
- jednostki należące do okręgu sądowego Maków[b] (należącе przed do 1924 do powiatu myślenickiego) włączono do powiatu wadowickiego:
  - miasto Maków oraz gminy Biała, Bieńkówka, Budzów, Grzechynia, Jachówka, Juszczyn, Skawica, Zawoja i Żarnówka.